# Щапіно (Челябінська область)
Щапіно (рос. Щапино) — присілок у Чебаркульському районі Челябінської області Російської Федерації.
Входить до складу муніципального утворення Травниковське сільське поселення. Населення становить 248 осіб (2010).

## Історія
Від 1935 року належить до Чебаркульського району Челябінської області.
Згідно із законом від 16 листопада 2004 року органом місцевого самоврядування є Травниковське сільське поселення.

## Населення
| 2002 | 2010 |
| ---- | ---- |
| 313  | ↘248 |